# Aharen-san wa hakarenai
Aharen-san wa hakarenai (阿波連さんははかれない? lett. "Aharen è imprevedibile") è un manga scritto e disegnato da Asato Mizu e serializzato da Shūeisha sulla sua rivista Shonen Jump+ dal 29 gennaio 2017 al 30 aprile 2023. Un adattamento anime prodotto da Felix Film è stato trasmesso in due stagioni dal 2 aprile 2022 al 23 giugno 2025.

## Personaggi
Reina Aharen (阿波連 れいな?, Aharen Reina)
Doppiata da: Inori Minase
È una ragazza piccola e timida che si affeziona a Raidou dopo che lui ha iniziato a parlarle. Ha un pessimo senso della distanza e mostra un'innaturale bravura in molti campi, dall'artistico al culinario.
Shota Raidou (来堂 松星?, Raidō Shōta)
Doppiato da: Takuma Terashima
Un ragazzo alto, calmo e dal volto inespressivo che si prende cura di Aharen. Vuole aiutarla con i suoi problemi, nonostante non siano suoi da affrontare. È spesso propenso a giungere a conclusioni assurde e deliranti riguardo al comportamento di Aharen, che però occasionalmente si rivelano vere.
Mitsuki Oshiro (大城 みつき?, Ōshiro Mitsuki)
Doppiata da: Mao Ichimichi
È un'amica di Aharen dalle scuole medie. È una ragazza molto timida, veglia costantemente su Aharen da lontano ed è molto brava a nascondersi. È anche molto brava nelle arti marziali.
Ishikawa (石川?)
Doppiato da: Tetsuya Kakihara
È il migliore amico di Raidou, sempre solare e allegro e molto popolare.
Hanako Sato (佐藤 ハナコ?, Satō Hanako)
Doppiata da: Tomori Kusunoki
È un'amica d'infanzia di Ishikawa, del quale si innamora. Il ragazzo però, ricambierà i suoi sentimenti solo alla fine della storia.
Riku Tamanaha (玉那覇 りく?, Tamanaha Riku)
Doppiata da: Nao Tōyama
Una studentessa che si trasferisce nella scuola dei protagonisti nel secondo anno di liceo. È stata compagna di classe di Aharen e Oshiro alle elementari ed entra a far parte del loro gruppo di amici. Sogna di vivere appieno la sua adolescenza coltivando le amicizie e approfittando di ogni momento felice per gioire della propria gioventù, inoltre ha il timore di essere lasciata da sola.
Professoressa Tobaru (桃原先生?, Tōbaru-sensei)
Doppiata da: Kana Hanazawa
Un'insegnante di lettere alla scuola frequentata da Aharen e dai suoi amici. È estremamente sensibile al romanticismo, in particolare alle scene affettuose tra Aharen e Raidou che le causano regolarmente un'epistassi proporzionale al grado di struggimento a cui assiste.
Ren Aharen (阿波連 れん?, Aharen Ren)
Doppiato da: Misaki Kuno
Il fratello minore di Reina, nonché il più piccolo della famiglia. Frequenta le elementari ed è molto simile di aspetto a sua sorella Reina sia per corporatura sia per i vestiti che indossa, ma ha un carattere molto più estroverso.
Eru Aharen (阿波連 れん?, Aharen Eru)
Doppiata da: Rina Hidaka
La sorella minore di Reina, anche se è molto più alta di lei. È molto premurosa nei confronti dei suoi fratelli e si dimostra ostile nei confronti di Raidou, non ritenendolo all'altezza dei sentimenti di Reina.
Imoto Raidou (ライドウ妹?, Raidō Imōto)
Doppiata da: Rika Nagae
È la sorella minore del coprotagonista. Il suo aspetto e le sue abitudini deliranti sono simili a quelli di suo fratello. È preoccupata per il comportamento insolito e la grave paranoia di suo fratello.

## Media

### Manga
Il manga, scritto e disegnato da Asato Mizu, è stato serializzato sulla rivista Shōnen Jump+ di Shūeisha dal 29 gennaio 2017 al 30 aprile 2023. Il primo volume tankōbon è stato pubblicato il 4 agosto 2017 e al 4 agosto 2023 ne sono stati pubblicati in tutto diciassette.

#### Volumi
| Nº | Data di prima pubblicazione | Data di prima pubblicazione | Data di prima pubblicazione |
| Nº | Giapponese                  | Giapponese                  |                             |
| -- | --------------------------- | --------------------------- | --------------------------- |
| 1  | 4 agosto 2017               | ISBN 978-4-08-881090-4      |                             |
| 2  | 4 dicembre 2017             | ISBN 978-4-08-881301-1      |                             |
| 3  | 4 aprile 2018               | ISBN 978-4-08-881396-7      |                             |
| 4  | 4 luglio 2018               | ISBN 978-4-08-881525-1      |                             |
| 5  | 2 novembre 2018             | ISBN 978-4-08-881635-7      |                             |
| 6  | 4 aprile 2019               | ISBN 978-4-08-881805-4      |                             |
| 7  | 2 agosto 2019               | ISBN 978-4-08-882023-1      |                             |
| 8  | 4 gennaio 2020              | ISBN 978-4-08-882181-8      |                             |
| 9  | 13 maggio 2020              | ISBN 978-4-08-882287-7      |                             |
| 10 | 2 ottobre 2020              | ISBN 978-4-08-882434-5      |                             |
| 11 | 4 marzo 2021                | ISBN 978-4-08-882563-2      |                             |
| 12 | 4 agosto 2021               | ISBN 978-4-08-882737-7      |                             |
| 13 | 4 aprile 2022               | ISBN 978-4-08-883075-9      |                             |
| 14 | 3 giugno 2022               | ISBN 978-4-08-883124-4      |                             |
| 15 | 4 ottobre 2022              | ISBN 978-4-08-883276-0      |                             |
| 16 | 4 aprile 2023               | ISBN 978-4-08-883466-5      |                             |
| 17 | 4 agosto 2023               | ISBN 978-4-08-883611-9      |                             |

### Anime
Il 31 luglio 2021 nell'account Twitter ufficiale di Shōnen Jump+ è stato annunciato un adattamento anime della serie prodotto da Felix Film e diretto da Yasutaka Yamamoto (il regista principale) e da Tomoe Makino. La serie va in onda dal 10 aprile 2022 sulle emittenti MBS TV e TBS TV. La composizione della serie è a cura di Takao Yoshiota, il character design è stato progettato da Yūko Yahiro e la colonna sonora è stata composta da Satoru Kōsaki e Monaca. La sigla d'apertura è Hanarenai kyori (はなれない距離? lett. "Distanza inseparabile") dei TrySail, mentre la sigla di chiusura si chiama Kyorikan (キョリ感? lett. "Un senso di distanza") ed è eseguita dagli HaKoniwalily.
Una seconda stagione è stata annunciata il 4 agosto 2024, e vede il ritorno dello staff e del cast principale a ricoprire i rispettivi ruoli. È stata trasmessa su Tokyo MX dal 7 aprile al 23 giugno 2025. La sigla d'apertura è Binetsuma (微熱魔? lett. "Lieve febbre") degli Zutomayo, mentre la sigla di chiusura è Twilight (トワイライト?, Towairaito, lett. "Crepuscolo") di Shallm.

#### Episodi

##### Prima stagione
| Nº serie | Nº | Titolo italiano Giapponese 「Kanji」 - Rōmaji                                         | In onda        | In onda |
| Nº serie | Nº | Titolo italiano Giapponese 「Kanji」 - Rōmaji                                         | Giapponese     |         |
| 1        | 1  | Non sei un po' troppo vicina? 「近すぎじゃね？」 - Chika sugi ja ne?                  | 2 aprile 2022  |         |
| 2        | 2  | Non è che ti stanno pedinando? 「尾行つけられてるんじゃね？」 - Tsukerareterun ja ne? | 9 aprile 2022  |         |
| 3        | 3  | Non hai cambiato posto? 「席替えじゃね？」 - Sekigae ja ne?                           | 16 aprile 2022 |         |
| 4        | 4  | Non sei un po' troppo fissata? 「ハマりすぎじゃね？」 - Hamari sugi ja ne?            | 23 aprile 2022 |         |
| 5        | 5  | Non sei un po' troppo ingrassato? 「太りすぎじゃね？」 - Futori sugi ja ne?           | 30 aprile 2022 |         |
| 6        | 6  | Non sei un po' troppo forte 「強すぎじゃね？」 - Tsuyo sugi ja ne?                    | 7 maggio 2022  |         |
| 7        | 7  | Sicura non sia arte? 「芸術じゃね？」 - Geijutsu ja ne?                               | 14 maggio 2022 |         |
| 8        | 8  | Non è un festival estivo? 「強すぎじゃね？」 - Tsuyo sugi ja ne?                      | 21 maggio 2022 |         |
| 9        | 9  | Non è che è un raffreddore? 「風邪じゃね？」 - Kaze ja ne?                            | 28 maggio 2022 |         |
| 10       | 10 | Non è un campeggio? 「キャンプじゃね？」 - Kyanpu ja ne?                              | 4 giugno 2022  |         |
| 11       | 11 | Non è neve? 「雪じゃね？」 - Yuki ja ne?                                              | 11 giugno 2022 |         |
| 12       | 12 | Non è un duello? 「果たし合いじゃね？」 - Hatashiai ja ne?                            | 18 giugno 2022 |         |

##### Seconda stagione
| Nº serie | Nº | Titolo italiano Giapponese 「Kanji」 - Rōmaji                                                        | In onda        | In onda |
| Nº serie | Nº | Titolo italiano Giapponese 「Kanji」 - Rōmaji                                                        | Giapponese     |         |
| 13       | 1  | Sbaglio o è una studentessa trasferita? 「転校生じゃね？」 - Tenkōsei ja ne?                         | 7 aprile 2025  |         |
| 14       | 2  | Sbaglio o è troppo gravoso? 「つぶつぶじゃね？」 - Tsubutsubu ja ne?                                 | 14 aprile 2025 |         |
| 15       | 3  | Sbaglio o è il festival dello sport? 「体育祭じゃね？」 - Taiikumatsuri ja ne?                       | 21 aprile 2025 |         |
| 16       | 4  | Sbaglio o è un'idol? 「アイドルじゃね？」 - Aidoru ja ne?                                            | 28 aprile 2025 |         |
| 17       | 5  | Sbaglio è un bagno al mare? 「海水浴じゃね？」 - Kaisuiyoku ja ne?                                   | 5 maggio 2025  |         |
| 18       | 6  | Sbaglio o è una fuga da casa? 「家出じゃね？」 - Iedeja ne?                                          | 12 maggio 2025 |         |
| 19       | 7  | Sbaglio è una gita scolastica? 「修学旅行じゃね？」 - Shūgaku ryokō ja ne?                           | 19 maggio 2025 |         |
| 20       | 8  | Sbaglio o è Natale? 「クリスマスじゃね？」 - Kurisumasu ja ne?                                       | 26 maggio 2025 |         |
| 21       | 9  | Sbaglio o è una resa dei conti? 「対決じゃね？」 - Taiketsuja ne?                                    | 2 giugno 2025  |         |
| 22       | 10 | Sbaglio o è un musical? 「ミュージカルじゃね？」 - Myūjikaruja ne?                                   | 9 giugno 2025  |         |
| 23       | 11 | Sbaglio o è il festival culturale? 「文化祭じゃね？」 - Bunkasai ja ne?                              | 16 giugno 2025 |         |
| 24       | 12 | Di nuovo, sbaglio o sei un po' troppo vicina? 「やっぱり近すぎじゃね？」 - Yappari chika sugi ja ne? | 23 giugno 2025 |         |